# García Álvarez de Toledo y Zúñiga
García Álvarez de Toledo y Zúñiga (m. isla de los Gelves, 29 de agosto de 1510) fue un noble y militar español, III marqués de Coria.

## Familia
Era el hijo primogénito de Fadrique Álvarez de Toledo y Enríquez de Quiñones, II duque de Alba de Tormes, y de Isabel de Zúñiga y Pimentel, condesa de Sevilla, hija de Álvaro de Zúñiga y Guzmán, I duque de Béjar, y su segunda esposa Leonor Pimentel y Zúñiga.

## Vida
Participó de las campañas de expansión real de España en el norte de África, contra los moros. Luego de la conquista de Trípoli, el 26 de julio de 1510, que llevó a cabo la expedición de Pedro Navarro, conde de Olivetto, sometiendo a la ciudad mercantil al dominio español, el rey Fernando el Católico envió al joven García Álvarez de Toledo y Zúñiga, con una escuadra y seis mil hombres, y a quien otorgó el mando supremo del ejército, con el fin de conquistar la isla de los Gelves, Djerba o Jerba para los musulmanes, la cual se había intentado invadir hacía más de diez años, y que era un punto clave para el afianzamiento de los españoles en el mar Mediterráneo.
La isla fue defendida por los moros quienes, al desembarco de los españoles, crearon una situación de pánico entre sus enemigos. García Álvarez de Toledo murió en la batalla, junto a once mil soldados, el 29 de agosto de 1510. Pedro Navarro que aún no había desembarco sobrevivió únicamente con cuatro mil hombres.
Cuando el II duque de Alba se enteró de la noticia del desastre de la isla de Gelves preguntó al mensajero:

¿Y García, qué hizo en ese estrago?

A lo que éste le respondió:

¡Oh, señor! ¿Y en dónde estuviera el honor de España, si el señor Don García antes de morir no hubiera hecho con su pica y espada un montón de moros sobre los cuales cayó?

Ello consoló momentáneamente al duque quien manifestó:

¡Oh, buen hijo!

Esta frase evidencia la altísima consideración que el duque Fadrique tenía por la honra y la patria.
El fallecimiento del hijo del II duque de Alba y heredero suyo, como consecuencia del desastre de Gelves produjo gran conmoción en la corte ya que un significativo número de caballeros nobles perecieron junto con él. Al haber fallecido antes que su padre, el título del ducado de Alba pasó a su hijo Fernando.
Antes de marchar en la expedición a África, había otorgado testamento el 8 de enero de 1510 en el que encomendó la tutoría de sus hijos y el gobierno de sus estados a su mujer, Beatriz. También dejó mandas para que se construyera un monasterio de la Orden de Santo Domingo en Salvatierra de Tormes.

## Matrimonio y descendencia
García Álvarez de Toledo y Zúñiga contrajo matrimonio en Alba de Tormes, el 30 de enero de 1503 con Beatriz Pimentel y Pacheco, hija de Rodrigo Alonso Pimentel, IV conde de Benavente y de María Pacheco y Portocarrero. De este matrimonio nacieron seis hijos:
- Fernando Álvarez de Toledo y Pimentel,[1] III duque de Alba de Tormes.
- Catalina Álvarez de Toledo y Pimentel, casada con Diego Enríquez de Guzmán, III conde de Alba de Liste, viudo de su tía Aldonza Leonor Álvarez de Toledo y Zúñiga.[1]
- María Álvarez de Toledo y Pimentel, casada con su primo Enrique Enríquez de Guzmán, IV conde de Alba de Liste, primogénito del marido de su hermana Catalina tenido de su primer matrimonio.[1]
- Ana Álvarez de Toledo, casada con Luis de Guzmán y Córdoba, II conde de Teba.[1]
- Isabel Álvarez de Toledo, esposa de Pedro de Cárdenas.[1]
- Bernardino Álvarez de Toledo, fraile de la Orden Hospitalaria de San Juan de Dios[1] (circa 1510 - Trápani, Sicilia agosto de 1535) quien murió de calenturas después de la Jornada de Túnez, en la que había participado junto a su hermano Fernando y a Garcilaso de la Vega.[4]